# Sveta Trojica (Masaccio)
Sveta Trojica z Devico in sv. Janezom ter donatorjema (italijansko: Santa Trinità) je freska zgodnjega italijanskega renesančnega slikarja Masaccia. Nahaja se v dominikanski baziliki Santa Maria Novella v Firencah.

## Zgodovina
Trojico je Masaccio verjetno ustvaril med letoma 1425–1427. Masaccio je umrl konec leta 1428 v starosti 26 let ali pa je šele dopolnil 27 let. Tako je za seboj pustilrazmeroma malo del. Ta slika je bila ena njegovih zadnjih večjih naročil in velja za eno njegovih mojstrovin.

### Naročniki in donatorja
O podrobnostih naročila ni veliko znanega; nobenih dokumentov, ki bi imenovali zavetnika oltarja, niso našli. Dva portreta donatorjev, ki sta vključena v fresko, ena figura, ki kleči na obeh straneh loka, nista bila zares prepoznana. Upodobljene osebe so skoraj zagotovo sodobni Firenčani; bodisi osebe, ki so financirale delo, bodisi sorodniki ali tesni sodelavci. Po ustaljenih konvencijah takšnih upodobitev se je običajno, vendar ne na splošno, domnevalo, da so bile ob naročilu umetnine osebe še vedno žive. Domnevno so predstavitve na sliki relativno natančne podobnosti njihovega dejanskega videza v času, ko so nastali njihovi portreti.
Vodilne teorije o njihovi identiteti so naklonjene dvema lokalnima družinama; bodisi Lenzi bodisi, vsaj za eno od oseb, član Bertijev, družine delavskega razreda iz firenške četrti Santa Maria Novella. Glede na nedavno odkrite (od leta 2012) zapise družine Berti so imeli ob vznožju freske grobnico [1] in domneva se, da bi morda imeli posebno 'pobožno zvestobo' čaščenju sv. Trojice. Drugi viri omenjajo Lenzijev grob ob oltarju z napisom Domenico di Lenzo, et Suorum 1426 ter druge Lenzijeve okraske v kapeli v tistem času in domnevajo, da sta portreta donatorjev posmrtni podobi Domenica (in njegove žene?); temelji na pozi v polnem profilu, ki se uporablja za figure. V takratnem florentinskem sistemu datacij se je novo leto začelo 25. marca; in upoštevanje pretvorbe iz julijskega v gregorijanski koledar bi bila Domenicova smrt, kot je bilo zabeleženo, 19. januarja 1427.
Domneva se, da sta Fra 'Alessio Strozzi in / ali Filippo Brunelleschi morda sodelovala ali se vsaj posvetovala pri ustvarjanju Trojice. Brunelleschijevo delo na linearni perspektivi in arhitekturi je sliko zagotovo navdihnilo, kar se jasno kaže v Massaciovem delu. Vpletenost Fra 'Alessia je bila bolj stvarna glede ustrezne upodobitve Svete Trojice, v skladu s preferencami in smiselnostjo dominikanskega reda. Do danes ni konkretnih dokazov o neposredni vpletenosti katere koli od teh dveh oseb, zaradi pomanjkanja dokumentacije o natančnih okoliščinah nastanka dela pa teorije o udeležbi tretjih oseb v ustvarjalnem procesu ostajajo špekulativne.

### Giorgio Vasari in Cosimo I.
Okoli leta 1568 je Cosimo I., takratni vojvoda Firenc, naročil Giorgiu Vasariju, naj v skladu z okusi in versko politiko tistega časa, izvede obsežna obnovitvena dela v Santa Maria Novelli. To delo je vključevalo preureditev in preureditev območja kapele, v kateri je bila Masacciova freska.
Vasari je že pisal o Masacciju, vključno z zelo ugodno omembo tega specifičnega dela, v svojem Le vite de' più eccellenti pittori, scultori, e architettori  (Življenje najbolj odličnih slikarjev, kiparjev in arhitektov). Ko je prišel okoli leta 1570 čas za izvedbo načrtovane prenove kapele, ki vsebuje Trojico, se je Vasari odločil, da bo fresko pustil nedotaknjeno in pred Masacciovo sliko zgradil nov oltar in zaslon, tako da bo pustil majhno vrzel ter učinkovito prikril in zaščitil prejšnje delo. Čeprav se zdi smiselno jasno, da je bil Vasarijev namerni namen ohraniti Masacciovo sliko, ni jasno, v kolikšni meri so vojvoda Cosimo in / ali druge 'zadevne stranke' sodelovali pri tej odločitvi. Za okrasitev novega oltarja je Vasari naslikal Madono rožnega venca; slika še vedno obstaja, vendar je bila preseljena na drugo lokacijo znotraj cerkve.

### Ponovno odkritje in nadaljnja zgodovina
Masacciovo Sveto Trojico so ponovno odkrili, ko je bil ob obnovi leta 1860 razstavljen Vasarijev oltar. Križanje, zgornji del freske, je bilo nato preneseno na platno in preseljeno v drug del cerkve. Iz razpoložljivih virov ni jasno ali je spodnji del freske, grobnica trupla ostal neznan ali je bil med gradbenimi deli 1860-ih let namerno izpuščen (in morebiti ometan).
Tedaj je bila na razpelu s križanjem narejena obnova, da bi nadomestila manjkajoča področja oblikovanja; večinoma arhitekturne podrobnosti okoli oboda. Medtem ko je bila slika ob ponovnem odkritju poškodovana, je verjetno, da je pri prenosu z mavca na platno nastala nadaljnja škoda.
V 20. stoletju je bil del dela grobnice ponovno odkrit in situ, obe polovici pa sta bili ponovno združeni na prvotni lokaciji leta 1952. Leonetto Tintori se je v obdobju 1950–1954 lotil obnovitve celote.

## Lega v cerkvi
Freska je vzdolž levega hodnika bazilike. Čeprav se je konfiguracija tega prostora od nastanka umetniškega dela spremenila, obstajajo jasni pokazatelji, da je bila freska zelo natančno poravnana v skladu z vidiki in perspektivno razporeditvijo prostora v tistem času; zlasti nekdanji vhod, ki je obrnjen proti sliki; da bi okrepili učinek trompe l'oeil. Med zgornjim in spodnjim odsekom freske je bil postavljen oltar, nameščen kot polica, ki še bolj poudarja 'resničnost' umetnine.

## Opis

### Mere
Slika je široka približno 317 cm in visoka 667 cm. To daje skupno vertikalno-vodoravno razmerje približno 2 : 1. Razmerje med zgornjim in spodnjim delom dela je zelo približno 3 : 1.

### Oltar
Prvotno je zasnova vključevala dejansko polico, ki je bila uporabljena kot oltar, ki je fizično štrlela navzven iz zdaj praznega pasu med zgornjim in spodnjim odsekom freske; krepi občutek globine in resničnosti v delu. Izdelana kot stebričasta polica nad tlemi in približno 60 cm na splošno naj bi bil izgled oltarne mize zasnovan in / ali dopolnjen poslikani arhitekturi. Njegova obrnjena in zgornja površina se je združita s stopnicami in lokom freske in njeni nosilni stebri, resnični in iluzorni, v kombinaciji s sencami, ki jih povzroča previsoka obloga, bi ustvarila kripti podoben učinek za grobnici spodaj. Na zgornjem delu freske so še vedno shranjeni sledovi dima od sveč in toplotni učinki zaradi uporabe tega oltarja.

### Figure
Naslikane figure so približno naravne velikosti. Za odraslo osebo povprečne višine, ki je obrnjena proti sliki, bi bila njena očesna črta nekoliko nad 'pritličjem' v delu; s Smrtjo v obliki kripte in okostja neposredno pred njimi, in obljubo odrešenja zgoraj.

### Poškodba in obnova
Skozi čas in dogodke (glej zgoraj) je bila freska poškodovana in pozneje obnovljena. Velik del zunanjega roba zgornjega dela, predvsem arhitekturnih detajlov, so nadomestna dela. Nekatere dele 'nove' barve je mogoče jasno prepoznati po razlikah v barvi, vizualni teksturi in podrobnostih; na določenih mestih z navideznimi razpokami vzdolž meje med originalno fresko in območji zasnove, kjer je prvotna površina v celoti odsotna in je bila prebarvana. Okostje predstavlja memento mori ali opomin na smrt.

### Spodnji odsek
Spodnji odsek, ki prikazuje memento mori v obliki grobnice s truplom, je prav tako izgubil pomembno barvo; vendar so bila tam obnovitvena dela bolj omejena in manj obsežna. Verjetno je to vsaj deloma posledica dejstva, da spodnja polovica freske ni bila obnovljena do sredine 20. stoletja. V tem času je postala 'običajna praksa' restavriranja bolj konservativna, z močnejšim poudarkom na ohranjanju in razkrivanju avtentičnega dela prvotnega umetnika; ker so se po navadi starejše restavracije bolj osredotočile na ustvarjanje estetske 'poustvaritve' umetnine.
Kolikor je mogoče razbrati iz razpoložljivih zapisov, v času, ko je nastala ta slika, v zahodnem krščanstvu od pozne antike, ni bilo zgrajenega obsežnega zaščitenega banjastega oboka, slavoloka ali kaj podobnega v rimskem slogu.

### Pomembne lastnosti
Trojica je omembe vredna po navdihu iz antičnih rimskih slavolokov in po strogem spoštovanju nedavno razvitih perspektivnih tehnik z izginjajočo točko na ravni oči gledalca, tako da je, kot opisuje Vasari , »v perspektivi narisan banjast obok in razdeljen na kvadratke z rozetami, ki se zmanjšujejo in so tako skrčene, da se zdi, da je v steni luknja.« Ta umetniška tehnika se v francoščini imenuje trompe l'oeil, kar pomeni ' preslepiti oko'. Freska je preoblikovala generacije florentinskih slikarjev in gostujoče umetnike. Edina figura brez popolnoma uresničene tridimenzionalne zasedbe prostora je veličasten Bog, ki ga podpira križ, ki velja za neizmerno bitje. Klečeča donatorja predstavljata še eno pomembno novost, ki zaseda gledalčev prostor, 'pred' slikovno ravnino, ki jo predstavljajo jonski stebri in korintski pilastri, iz katerih se zdi, da izvira oblikovan obok; upodobljena sta v tradicionalni molitveni pozi portretov donatorjev, vendar v istem merilu kot osrednje figure, namesto bolj običajne 'pomanjšanosti', in s pomembno pozornostjo do realizma in obsega.

## Interpretacija
Obstaja več raznolikih interpretacij freske. Večina učenjakov je to videla kot tradicionalno podobo, ki je namenjena osebnim pobožnostim in spominom na mrtve, čeprav se razlage, kako slika odraža te funkcije, razlikujejo v detajlih. Ikonografija Trojice, ki sta jo obiskala Marija in Janez ali vključuje donatorje, ni redka v italijanski umetnosti poznega 14. in začetka 15. stoletja, prav tako pa ima precedens tudi povezanost Trojice z grobnico. Vendar ni bilo odkrite nobenega precedensa za natančno ikonografijo Masacciove freske, ki združuje vse te elemente.
Liki obeh donatorjev so najpogosteje identificirani kot člani družine Lenzi ali v zadnjem času tudi član družine Berti iz firenške četrti Santa Maria Novella. Gledalcem služijo kot vzor verske vdanosti, vendar, ker so nameščeni bližje svetim osebnostim, kot so gledalci, zahtevajo tudi poseben status.
Grobnica s truplom je sestavljena iz sarkofaga, na katerem leži okostje. Vklesano v steni nad okostjem je napis: IO FU [I] G [I] QUEL CHE VOI S [I] ETE E QUEL CH ['] I [O] SONO VO [I] A [N ] CO [R] SARETE (nekoč sem bil to, kar si ti in kar sem boš tudi ti). Ta memento mori poudarja, da naj bi slika služila kot pouk gledalcem. Na najpreprostejši ravni naj bi posnetki vernikom iz 15. stoletja namigovali, da bi jim le njihova vera v Trojico in Kristusovo žrtvovanje omogočila premagovanje prehodnega obstoja.
Po mnenju ameriške umetnostne zgodovinarke Mary McCarthy:
Freska je s svojo strašno logiko kot dokaz v filozofiji ali matematiki, pri čemer je Bog Oče s svojimi nepopustljivimi očmi, aksiom, iz katerega vse drugo nepreklicno sledi. 